# Chomutov
Chomutov (németül Komotau) település Csehországban, a Chomutovi járásban. Lakosainak száma 47 023 fő (2024. január 1.).

## Fekvése
Chomutov Blatno, Droužkovice, Křimov, Černovice, Jirkov, Pesvice, Spořice, Údlice és Otvice településekkel határos.

## Polgármesterei
17??–177? Johann Georg Schlinger
17??–1786 Franz Grönert
1786–1798 Peter Ullrich
1798–1806 Franz Grönert
1807–1838 Jakob Dobrauer von Treuenwald
1838–1851 Rudolf Grünwald
1851–1859 Johann Georg Löw
1860–1872 Josef John
1872–1877 Heinrich Schmatz
1877–1881 Franz Tschörner
1881–1897/8? Franz Schreiter
1897/8–1907/10? Anton Schiefer
1907/10?–1933 Ernst Storch (DNP)
1933–1937 Választmány/Viktor Herbrich?
1937–1938 Viktor Herbrich (DSAP)
1938–1945 Eduard Fiedler (Sudetendeutsche Partei)
1946–1947 Václav Strejc
1947–1948 Jaroslav Dosoudil
1948–1949 Bohumil Dobiáš
1949–1950 František Aubrecht
1950–1952 Jaroslav Albrecht
1952–1953 Jaroslav Třešňák
1953–1954 Josef Jakl
1954–1956 Bohumil Voldřich
1956–1957 František Aubrecht
1957–1960 Josef Kincl
1960–1970 Jaroslav Chuchel
1970–1971 Josef Pavlík
1971–1981 Jaromír Franče
1981–1989 Václav Šedivý
1990–1992 Karel Mrázek (OF)
1993–1998 Bohumil Bocian (nezávislý, později ČSSD)
1998–2002 Alexandr Novák (ODS)
2002–2010 Ivana Řápková (ODS)
2010–2014 Jan Mareš (ČSSD)
2014–2016 Daniel Černý (Pro Chomutov)
2016 december óta  Marek Hrabáč (ANO 2011)

## Nevezetes emberek
Itt született Ernst Fischer (1899-1972) osztrák újságíró

## Népesség
A település lakosságának változását az alábbi diagram mutatja:
| Lakosok száma | 7422 | 19 813 | 28 010 | 33 070 | 51 769 | 48 328 | 48 710 | 48 720 | 45 549 | 47 023 |
|               | 1869 | 1900   | 1921   | 1961   | 1980   | 2011   | 2016   | 2019   | 2021   | 2024   |

## Képgaléria

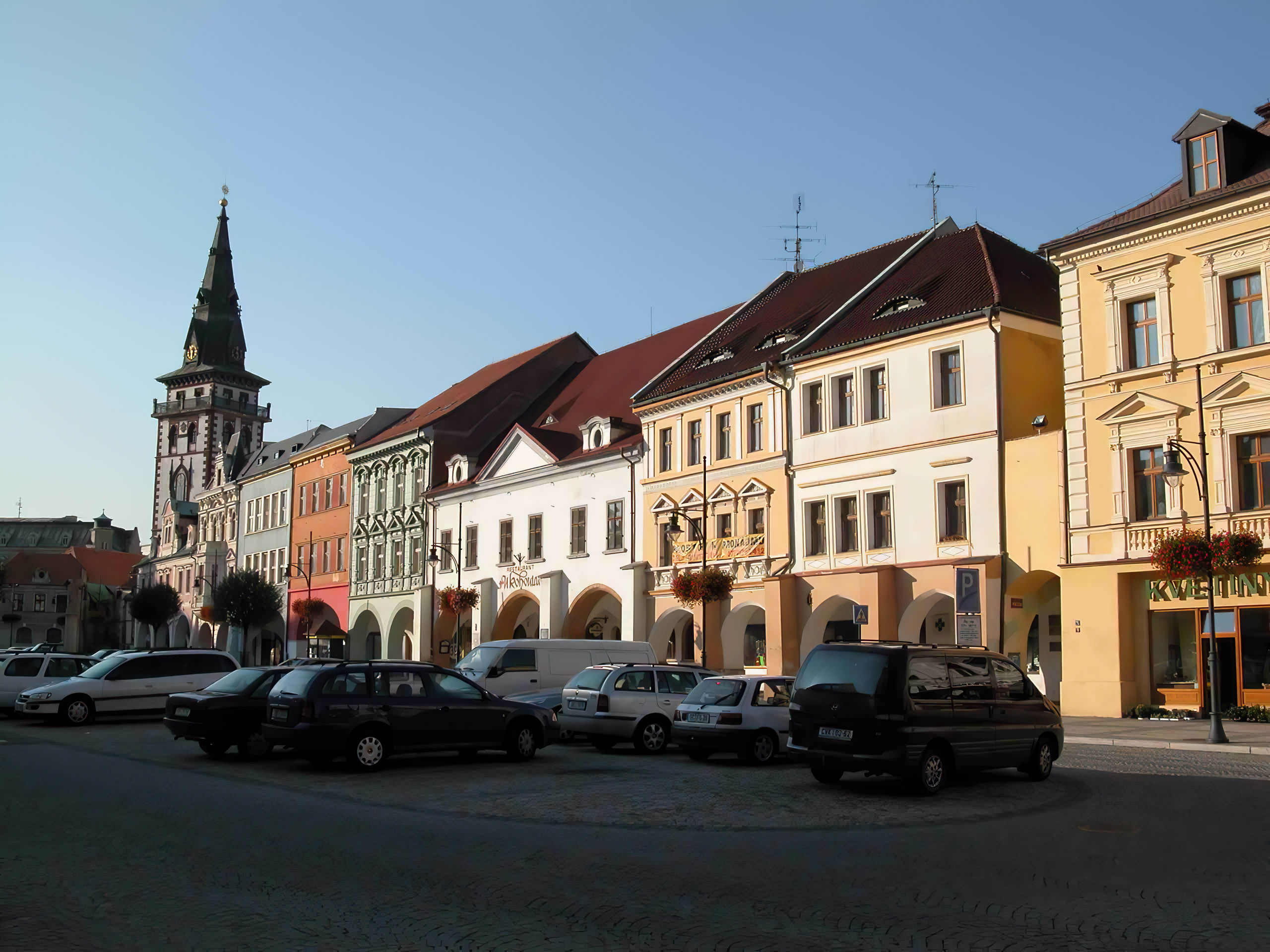
A piactér